# Olry Terquem (mathématicien)
Pour les articles homonymes, voir Olry Terquem et Terquem.
Olry Terquem, né à Metz le 16 juin 1782 et mort le 6 mai 1862 dans le 14e arrondissement de Paris, est un mathématicien et polémiste français. Il est également le précurseur d'un judaïsme libéral et réformiste en France.

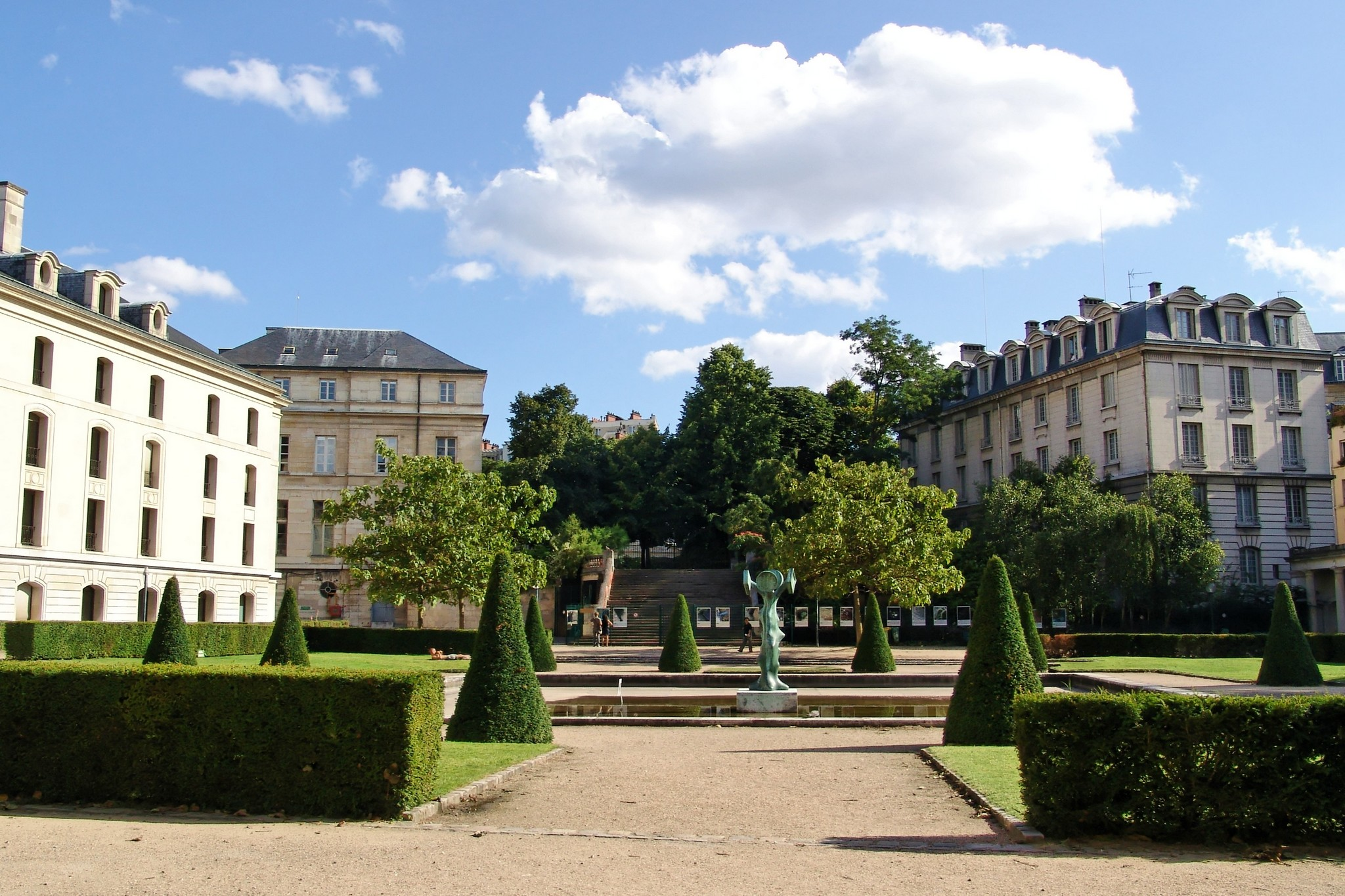
Ancienne école polytechnique de Paris.

## Biographie
Né dans un milieu juif traditionaliste de Metz, le jeune Olry suit des cours de l'école juive, le heder, puis se tourne vers les matières profanes.
Admis à l'École polytechnique en 1801, deux de ses fils devaient le suivre sur cette voie : Charles entre à l’École polytechnique en 1844 et Félix en 1859. Il est tout d'abord répétiteur à l'École polytechnique et est nommé professeur de mathématiques au lycée de Mayence en 1804, puis enseigne à l'école d'artillerie de Mayence à partir de 1811. Rentré en France après la chute du Premier Empire, il est nommé professeur de mathématiques au dépôt central de l'artillerie à Paris le 29 décembre 1814. Il est également cité comme le bibliothécaire de cet établissement en 1821 et 1826. En 1852, il est professeur de sciences appliquées au dépôt central de l'artillerie et occupe encore cet emploi au moment de son décès.
Érudit et polyglotte, il s'intéresse dès 1816 aux travaux mathématiques des Hindous et traduit un traité d'algèbre indienne de l'anglais. Il joue un rôle central dans la presse mathématique de la première moitié du XIXe siècle en participant notamment activement dès 1825 au Journal de mathématiques pures et appliquées de Joseph Liouville (1809-1882). À partir de 1842, il n'écrit plus pour Liouville en tant qu'auteur mais continue à publier, dans ce dernier périodique, des traductions ou encourage des auteurs à y faire paraître des mémoires.
Il crée en 1842, avec Camille-Christophe Gerono, les Nouvelles annales de mathématiques, Journal des candidats aux écoles Polytechnique et Normale, revue qui paraîtra jusqu'en 1927.
Les travaux de Terquem ont porté essentiellement sur la géométrie plane. Du point de vue mathématique, il est connu pour avoir ajouté trois points aux six points du cercle d'Euler, qui est ainsi parfois appelé « cercle de Terquem » ou « cercle des neuf points ».
Terquem est aussi l'auteur du théorème de Terquem en géométrie du triangle.
Il bénéficie d'une reconnaissance honorifique et institutionnelle forte. Officier de l'Université, il est décoré de la Légion d'honneur en 1828 puis promu officier du même ordre en 1852.

### Judaïsme réformé
Parallèlement à ses activités scientifiques, il mène un combat de polémique littéraire en faveur du judaïsme réformé ou libéral (notamment sous le pseudonyme de « Tsarphati ») à destination de ses coreligionnaires orthodoxes et milite pour une refonte du judaïsme. Par son érudition, il a été un passeur de sciences entre l’Allemagne et la France, en lisant et en traduisant inlassablement des textes de Berlin. Pour beaucoup de réformateurs, l'étude du Talmud est désormais incompatible avec l'intégration et devient ainsi caduque, comme l'évoque déjà en 1821 Olry Terquem : 
« rien n'a échappé à l'influence dominante, excepté le culte, qui se traîne toujours dans son allure ancienne, avec son accoutrement asiatique, à travers la civilisation européenne… » (Première Lettre d'un israélite français à ses coreligionnaires, Paris, 1821, p. 10).

#### Vague de conversions
Olry Terquem prône cette réforme pour lui indispensable du judaïsme, afin de faire face aux multiples conversions de Juifs au christianisme (par exemple la conversion des frères Libermann de Saverne). Il est néanmoins favorable au mariage exogamique ; il épouse lui-même une catholique et ses enfants sont baptisés. Il est pour l'assimilation complète mais pas la conversion. La femme de son frère Lazare se convertit également ainsi que sa fille.

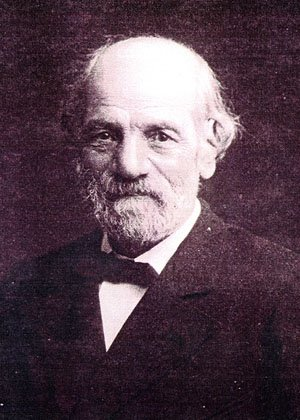
Le chimiste et géologue Olry Terquem (1797–1897), neveu du mathématicien.

Il prend nettement position dans l'affaire de son frère, le docteur Lazare Terquem converti de force sur son lit de mort en février 1845 par l’abbé Théodore Ratisbonne, en présence de sa femme et de sa belle-famille (les époux Daniel) qui abjurent en 1847. Cette affaire interpelle les membres du Consistoire et l'avocat Adolphe Crémieux qui protestent contre cette prétendue conversion au catholicisme auprès des autorités, sans obtenir gain de cause. Olry Terquem estime que le docteur Lazare Terquem « était non seulement israélite, mais encore anti-catholique au suprême degré », et condamne avec énergie le comportement du père Théodore Ratisbonne qui, « travaillé d’une maladie qu’on peut appeler la baptisalgie, serait prêt à arroser d’eau lustrale tout un cimetière d’Israélites ».
Les Lettres tsarphatiques d’Olry Terquem où il attaque vivement les rabbins et le Consistoire central, le placent au rang de réformateur d'un judaïsme éclairé et précurseur. Il préconise notamment le déplacement du shabath au dimanche qui deviendrait un jour national de repos pour toutes les religions.
Il est l'oncle du chimiste et géologue Olry Terquem.

## Distinctions
- Officier de la Légion d'honneur (1852)

## Publications d'Olry Terquem
Écrits mathématiques :
- « Conditions pour que l’équation {\displaystyle x^{4}+px=q} ait trois racines égales. » (Extrait de l'examen de 1842 du concours d'entrée à l'École polytechnique), Nouvelles Annales de Mathématiques, tome 1, 1842, p. 350.
- Manuel d'algèbre, ou exposition élémentaire des principes de cette science, à l'usage des personnes privées des secours d'un maître, Roret, 1827 (rééd.1834 et 1836).
- Manuel de mécanique, ou Exposition élémentaire des lois de l'équilibre et du mouvement des corps solides, à l'usage des personnes privées des secours d'un maître, Roret, 1828 (rééd.1836 et 1838).
- Manuel de géométrie, ou Exposition élémentaire des principes de cette science, à l'usage des personnes privées des secours d'un maître, Roret, 1829 (rééd.1835).
- Nouveau manuel de géométrie, ou exposition élémentaire des principes de cette science, 1829 (rééd.1838).
- Exercices de mathématiques élémentaires, à l'usage des collèges et des aspirants aux écoles militaire, polytechnique, Bachelier, 1842.
- Nouveau manuel complet de mécanique, ou exposition élémentaire des lois de l'équilibre et du mouvement, Roret, 1851.
- Nouveau manuel complet d'algèbre, nouvelle édition, Roret, 1852.

Écrits balistiques :
- Nouvelles expériences d'artillerie de Charles Hutton, traduction d'Olry Terquem, 1826.
- « Sur quelques expériences chimiques faites en Allemagne sur la poudre à canon », Mémorial de l'Artillerie, tome II, 1828.
- Expériences sur les shrapnels faites chez la plupart des puissances de l'Europe, accompagnées d'observations sur l'emploi de ce projectile, par Decker, ouvrage traduit de l'allemand et notablement augmenté par Terquem avec la collaboration du colonel Favé, in-8, Paris, J. Corréard, 1847.

Écrits sur l'histoire des sciences :
- « Traités d'algèbre indienne », traduction parue dans la Correspondance de l'École Polytechnique, tome III, janvier 1816.
- « Notice sur un manuscrit hébreu d'arithmétique d'Ibn-Esra conservé à la Bibliothèque Nationale », Notes et Mémoires (au nombre de onze) des 5 premiers volumes du Journal de Mathématiques, 1836-1841.
- Sur l'Avenir qu'on prépare à l'enseignement à l'École polytechnique, et en France en général, Paris, Impr. de Panckoucke, avril 1850.

Écrits sur l'astronomie :
- « Nouvelle méthode pour calculer les perturbations des planètes » de Johann Franz Encke, traduit et annoté par MM. Terquem et Lafon, Mémoires de l'Académie Stanislas, 1858.
- Commentaire perpétuel sur le Traité de Mécanique Céleste de Laplace où tous les calculs sont effectués et où l'on s'est proposé d'expliquer tous les passages difficiles et d'éclaircir les théories générales par des explications particulières ou numériques, manuscrits de 16 cahiers in-4 offerts par la famille Terquem à l'Académie des Sciences.

Traduction :
- Mémoire sur les grandes routes, les chemins de fer et les canaux de navigation, traduit de l'allemand de M. F. de Gerstner, Bachelier, 1827.

Écrits sur le Judaïsme :
- Projet de règlement concernant la circoncision, suivi d'Observations sur une lettre pastorale du grand rabbin de Metz et sur un écrit de M. Lazare (aîné), par M. Tsarphati, Paris, impr. de A. Béraud, 1821.
- Première lettre d'un Israélite français à ses coreligionnaires : sur l'urgente nécessité de célébrer l'office en français le jour de dimanche, à l'usage des Israélites qui ne peuvent assister à l'office asiatique de la veille, comme unique moyen de rendre désormais l'éducation religieuse possible in France, Bachelier, 1821.
- Deuxième lettre d'un israélite français à ses coreligionnaires, Béraud, 1821.
- Troisième lettre d'un israélite français à ses coreligionnaires, Béraud, 1822.
- Quatrième lettre d'un israëlite français à ses coréligionnaires, sur les changements importants qu'a subi l'Almanach israélite de 5584, approuvés par M. le grand rabbin, président du consistoire central, Béraud, 1823.
- Cinquième lettre d'un israëlite français à ses coréligionnaires, sur l'article 21, concernant les fonctions rabbiniques, du règlement de 1806, Béraud, 1824.
- Sixième lettre d'un israélite français à ses coreligionnaires, sur l'établissement d'une école de théologie à Paris et sur la suppression des écoles talmudiques en province, Béraud, 1824.
- Septième lettre d'un israélite français à ses coreligionnaires, sur un ouvrage intitulé : "Calcul des mois pour l'année de joie et de bénédiction selon le petit comput ou almanach, à l'usage des israélites, pour l'année du monde 5586", Béraud, 1825.
- Huitième lettre d'un israélite français à ses coreligionnaires, sur la religion des riches au XIXe siècle, en forme de dialogue entre un riche et un autre israélite, Uturbie et Worms, 1836.
- Neuvième lettre d'un israélite français à ses coreligionnaires, sur la tolérance de l'Église et sur la tolérance de la Synagogue, comparées ; et sur le système de M. Munck, Uturbie et Worms, 1837.
- Lettres tsarphatiques (Lettres d’un Israélite français à ses coreligionnaires) d'Orly Terquem, publiées entre 1821 et 1825. Bachelier éditeur (1827), puis Biblioth. Univ. de Francfort-sur-le Main (2012).
- Société israélite des Amis du travail. Statuts et rapport, par O. Terquem, Paris, Dondey-Dupré père et fils, 1828.
- Notice sur le calendrier talmudique, encore en usage chez les Israélites pour la fixation des solennités religieuses, par un Israélite français, Paris, impr. de Marchand du Breuil, 1832.
- « Concussions, avanies, dettes. Les ducs de Brancas et les juifs de Metz », Archives israélites de France, numéro d'août 1844.
- « Lettre à M. l'abbé Ratisbonne, chanoine honoraire », Archives israélites de France, numéro de juin 1845.
- Lettre adressée à M. le président et à MM. les membres du Consistoire du département de la Seine, par O. Terquem, au sujet du baptême conféré à son frère, le Dr L. Terquem, "in articulo mortis", Metz, impr. de J. Mayer-Samuel, 1845.
- « Considérations judiciaires israélites, premier article », L'Univers israélite, juin 1859.
- « Considérations judiciaires israélites, second article », L'Univers israélite, septembre 1859.

Exégèse biblique :
- Olry Terquem a été un des annotateurs de La Bible, traduction nouvelle avec l'hébreu en regard de Samuel Cahen.

## Littérature
Olry Terquem apparait dans le roman 1812 le fiancé de Russie d'Anne Villemin Sicherman.